# امیلیانو کامورو وارگاس
امیلیانو کامورو وارگاس (انگلیسی: Emiliano Chamorro Vargas؛ زاده ۱۱ مهٔ ۱۸۷۱ – درگذشته ۲۶ فوریهٔ ۱۹۶۶) دیپلمات، و سیاستمدار اهل نیکاراگوئه بود. وی دو بار از ۱ ژانویه ۱۹۱۷ تا ۱ ژانویه ۱۹۲۱ و سپس از ۱۴ مارس ۱۹۲۶ تا ۱۱ نوامبر ۱۹۲۶ رئیس‌جمهور این کشور بود.
امیلیانو کامورو وارگاس در ۲۶ فوریه ۱۹۶۶، در سن ۹۴ سالگی درگذشت.